# Codificação de canal
Em matemática, ciência da computação, telecomunicações, engenharia elétrica, estatística e teoria da informação, chama-se codificação de canal, ou detecção e correção de erros, à codificação de sinais de informação com o objetivo de diminuir a taxa de erro de símbolo e/ou de bit durante a transmissão dos mesmos através de um canal de comunicação. Assim, trata-se do estudo dos códigos detectores e corretores de erros.
Existem basicamente dois tipos de códigos corretores/detectores de erros:
- Código de bloco
- Código convolucional

## História
O estudo de códigos corretores de erros iniciou-se na década de 1940, especificamente no ano de 1948, em um trabalho publicado por Claude E. Shannon.

## Aplicações
Pode-se comprovar a presença dos códigos corretores de erro em diversas situações do cotidiano, como por exemplo quando se assiste a um programa de televisão, se ouve música a partir de um CD, se faz um telefonema, se assiste um filme gravado em DVD ou se navega pela internet.